# The Black Star Tour
The Black Star Tour fue la cuarta gira musical de la cantautora canadiense Avril Lavigne, con el fin de promover su cuarto álbum de estudio, Goodbye Lullaby. La gira fue anunciada en marzo de 2011 y comenzó oficialmente el 30 de abril del mismo año en Pekín, China. La gira recaudó mundialmente cerca de 50,000,000 USD con un 70% de fechas Sold-Out.

## Etapas
- Manga 1: Asia (7 presentaciones)
- Manga 2: Norteamérica (2 presentaciones)
- Manga 3: Sudamérica (9 presentaciones)
- Manga 4: Asia (2 presentaciones)
- Manga 5: Europa (13 presentaciones)
- Manga 6: América del Norte (19 presentaciones)
- Manga 7: Asia (9 presentaciones)

## Teloneros
- Sonica (Venezuela)[1]
- Cirse (Argentina)[2]
- Lawson (Reino Unido)
- Evan Taubenfeld (Canadá)
- The New Cities (Canadá)
- The Cab (Canadá)
- Vienna (Bélgica)
- MakeBelieve (Países Bajos)
- Somedaydream (Filipinas)

## Lista de canciones
| Manga 1 a 2 |
| --- |
| - Acto 1 1. Intro:(contiene extractos de Bad Reputation - Video introductorio) 2. "Black Star" 3. "What the Hell" 4. "Sk8er Boi" 5. "He Wasn't" 6. "I Always Get What I Want" - Acto 2 1. Untitled II: (Vídeo intermedio) 2. "Alice" 3. "When You're Gone" 4. "Stop Standing There" 5. "I Love You" 6. "Wish You Were Here" - Acto 3 1. Untitled III: (contiene elementos de «Unwanted», «Freak Out» y «Losing Grip» - Instrumental) 2. "Girlfriend" 3. "My Happy Ending" (contiene extractos de «Airplanes») 4. "Don't Tell Me" 5. "Smile" 6. "I'm With You" 7. "What the Hell" (acapella) 8. "Push" (en algunos conciertos) - Cierre 1. "Complicated" |

| Manga 3 |
| --- |
| - Acto 1 1. Intro:(contiene extractos de Bad Reputation - Video introductorio) 2. "Black Star" 3. "What the Hell" 4. "Sk8er Boi" 5. "He Wasn't" 6. "I Always Get What I Want" - Acto 2 1. Untitled II: (Vídeo intermedio) 2. "Alice" 3. "Fix You" (en algunos conciertos) 4. "When You're Gone" 5. "Stop Standing There" 6. "Everybody Hurts" (en algunos conciertos) 7. "I Love You" 8. "Nobody's Home" 9. "Wish You Were Here" - Acto 3 1. Untitled III: small>(contiene elementos de «Unwanted», «Freak Out» y «Losing Grip» - Instrumental) 2. "Girlfriend" 3. "My Happy Ending" (contiene extractos de «Airplanes») 4. "Don't Tell Me" 5. "Smile" 6. "I'm With You" 7. "What the Hell" (acapella) 8. "Keep Holding On" (en algunos conciertos) 9. "Hot" (en algunos conciertos) - Cierre 1. "Push" 2. "Complicated" |

| Manga 4 a 5 |
| --- |
| - Acto 1 1. Intro:(contiene extractos de Bad Reputation - Video introductorio) 2. "Black Star" 3. "What the Hell" 4. "I Can Do Better" (en algunos conciertos) 5. "Sk8er Boi" 6. "He Wasn't" 7. "I Always Get What I Want" (en algunos conciertos) - Acto 2 1. Untitled II: (Vídeo intermedio) 2. "Alice" 3. "When You're Gone" 4. "Fix You" (en algunos conciertos) 5. "Wish You Were Here" - Acto 3 1. Untitled III: small>(contiene elementos de «Unwanted», «Freak Out» y «Losing Grip» - Instrumental) 2. "Girlfriend" 3. "My Happy Ending" (contiene extractos de «Airplanes») 4. "Don't Tell Me" 5. "Smile" 6. "I'm With You" 7. "I Love You" - Cierre 1. "Hot" 2. "Complicated" |

## Fechas de la gira
| Fecha                    | Ciudad           | País           | Lugar                                  |
| ------------------------ | ---------------- | -------------- | -------------------------------------- |
| Asia                     |                  |                |                                        |
| 30 de abril de 2011      | Pekín            | China          | China Valley Music Festival            |
| 2 de mayo de 2011        | Shanghái         | China          | Shanghai Indoor Stadium                |
| 5 de mayo de 2011        | Seúl             | Corea del Sur  | Melon Ax                               |
| 7 de mayo de 2011        | Hong Kong        | Hong Kong      | AsiaWorld-Arena                        |
| 9 de mayo de 2011        | Kallang          | Singapur       | Singapore Indoor Stadium               |
| 11 de mayo de 2011       | Yakarta          | Indonesia      | Kartika Expo Centre                    |
| 13 de mayo de 2011       | Taipéi           | Taiwán         | Nangang Exhibition Hall                |
| Norteamérica             |                  |                |                                        |
| 27 de mayo de 2011       | Paradise Island  | Bahamas        | Atlantis Grand Ballroom                |
| 28 de mayo de 2011       | Tampa            | Estados Unidos | Tropicana Field                        |
| Sudamérica               |                  |                |                                        |
| 18 de julio de 2011      | Caracas          | Venezuela      | Terraza del C.C.C.T.                   |
| 20 de julio de 2011      | Lima             | Perú           | Explanada del Estadio Monumental       |
| 22 de julio de 2011      | Santiago         | Chile          | Movistar Arena                         |
| 24 de julio de 2011      | Buenos Aires     | Argentina      | Microestadio Malvinas Argentinas       |
| 27 de julio de 2011      | São Paulo        | Brasil         | Credicard Hall                         |
| 28 de julio de 2011      | São Paulo        | Brasil         | Credicard Hall                         |
| 31 de julio de 2011      | Río de Janeiro   | Brasil         | Citibank Hall                          |
| 2 de agosto de 2011      | Belo Horizonte   | Brasil         | Chevrolet Hall                         |
| 4 de agosto de 2011      | Brasilia         | Brasil         | Nilson Nelson                          |
| Asia                     |                  |                |                                        |
| 13 de agosto de 2011     | Chiba            | Japón          | Chiba Marine Stadium\|QVC Marine Field |
| 14 de agosto de 2011     | Osaka            | Japón          | Maishima Sports Island                 |
| Europa                   |                  |                |                                        |
| 4 de septiembre de 2011  | Moscú            | Rusia          | Arena                                  |
| 5 de septiembre de 2011  | St. Petersburg   | Rusia          | Yubileiny                              |
| 8 de septiembre de 2011  | Turin            | Italia         | Palasport Olimpico                     |
| 10 de septiembre de 2011 | Roma             | Italia         | PalaLottomatica                        |
| 11 de septiembre de 2011 | Milán            | Italia         | Mediolanum Forum                       |
| 13 de septiembre de 2011 | Ámsterdam        | Países Bajos   | Heineken Music Hall                    |
| 14 de septiembre de 2011 | Bruselas         | Bélgica        | Forest National                        |
| 16 de septiembre de 2011 | París            | Francia        | Le Zénith                              |
| 17 de septiembre de 2011 | París            | Francia        | Le Zénith                              |
| 19 de septiembre de 2011 | Colonia          | Alemania       | Palladium                              |
| 21 de septiembre de 2011 | Londres          | Reino Unido    | HMV Hammersmith Apollo                 |
| 22 de septiembre de 2011 | Londres          | Reino Unido    | HMV Hammersmith Apollo                 |
| 23 de septiembre de 2011 | Manchester       | Reino Unido    | O2 Manchester Apollo                   |
| Norteamérica             |                  |                |                                        |
| 1 de octubre de 2011     | Victoria         | Canadá         | Save On Foods Memorial Centre          |
| 3 de octubre de 2011     | Vancouver        | Canadá         | Rogers Arena                           |
| 5 de octubre de 2011     | Prince George    | Canadá         | CN Centre                              |
| 6 de octubre de 2011     | Kamloops         | Canadá         | Interior Savings Centre                |
| 8 de octubre de 2011     | Kelowna          | Canadá         | Prospera Place                         |
| 10 de octubre de 2011    | Edmonton         | Canadá         | Rexall Place                           |
| 11 de octubre de 2011    | Calgary          | Canadá         | Scotiabank Saddledome                  |
| 13 de octubre de 2011    | Regina           | Canadá         | Brandt Centre                          |
| 14 de octubre de 2011    | Winnipeg         | Canadá         | MTS Centre                             |
| 16 de octubre de 2011    | Sudbury          | Canadá         | Sudbury Arena                          |
| 17 de octubre de 2011    | Ottawa           | Canadá         | Scotiabank Place                       |
| 19 de octubre de 2011    | Moncton          | Canadá         | Coliseum                               |
| 20 de octubre de 2011    | Halifax          | Canadá         | Halifax Metro Centre                   |
| 22 de octubre de 2011    | London           | Canadá         | John Labatt Centre                     |
| 24 de octubre de 2011    | Toronto          | Canadá         | Air Canada Centre                      |
| 25 de octubre de 2011    | Montreal         | Canadá         | Centre Bell                            |
| 7 de diciembre de 2011   | Filadelfia       | Estados Unidos | Wells Fargo Center                     |
| 10 de diciembre de 2011  | Sunrise          | Estados Unidos | BankAtlantic Center                    |
| 13 de diciembre de 2011  | Lake Buena Vista | Estados Unidos | House of Blues                         |
| Asia                     |                  |                |                                        |
| 4 de febrero de 2012     | Saitama          | Japón          | Saitama Super Arena                    |
| 5 de febrero de 2012     | Saitama          | Japón          | Saitama Super Arena                    |
| 6 de febrero de 2012     | Nagoya           | Japón          | Nippon Gaishi Hall                     |
| 8 de febrero de 2012     | Fukuoka          | Japón          | Marine Messe Fukuoka                   |
| 9 de febrero de 2012     | Osaka            | Japón          | Osaka Jo Hall                          |
| 11 de febrero de 2012    | Cantón           | China          | Guangzhou Arena                        |
| 14 de febrero de 2012    | Pekín            | China          | Mastercard Centre                      |
| 16 de febrero de 2012    | Ciudad Quezon    | Filipinas      | The Big Dome                           |
| 18 de febrero de 2012    | Kuala Lumpur     | Malasia        | Stadium Merdeka                        |

### Recaudaciones
La lista que se muestra a continuación, es una lista de las recaudaciones que tuvo Black Star Tour en algunas ciudades del Mundo.
| Lugar                       | Ciudad         | País      | Entradas vendidas/disponibles | Recaudación |
| --------------------------- | -------------- | --------- | ----------------------------- | ----------- |
| Terraza del C.C.C.T.        | Caracas        | Venezuela | 2,217 / 6,000 (37%)           | $510,884    |
| Explanada del Monumental    | Lima           | Perú      | 5,193 / 10,000 (52%)          | $348,633    |
| Movistar Arena              | Santiago       | Chile     | 8,844 / 14,320 (62%)          | $439,345    |
| Estadio Malvinas Argentinas | Buenos Aires   | Argentina | 6,658 / 6,680 (99%)           | $462,151    |
| Credicard Hall              | São Paulo      | Brasil    | 13,347 / 14,108 (95%)         | $980,009    |
| Citibank Hall               | Rio de Janeiro | Brasil    | 7,725 / 7,784 (99%)           | $591,976    |
| Chevrolet Hall              | Belo Horizonte | Brasil    | 5,186 / 5,500 (94%)           | $386,743    |
| Nilson Nelson Gymnasium     | Brasília       | Brasil    | 5,038 / 9,000 (56%)           | $397,879    |
| Rexall Place                | Edmonton       | Canadá    | 5,484 / 9,037 (61%)           | $200,017    |
| Moncton Coliseum            | Moncton        | Canadá    | 1,988 / 2,580 (77%)           | $95,825     |
| Halifax Metro Centre        | Halifax        | Canadá    | 3,320 / 3,493 (95%)           | $162,175    |
| John Labatt Centre          | London         | Canadá    | 4,934 / 5,716 (86%)           | $199,784    |
| Air Canada Centre           | Toronto        | Canadá    | 6,383 / 6,383 (100%)          | $297,092    |
| Bell Centre                 | Montreal       | Canadá    | 3,809 / 4,790 (80%)           | $185,384    |
| BankAtlantic Center         | Sunrise        | Canadá    | 380.000/ 380.000(100%)        | $1,820,730  |
| TOTAL                       | TOTAL          | TOTAL     | 92,744 / 118,013 (79%)        | $7,078,627  |